# Pleurogyrus pumilus
Pleurogyrus pumilus är en stekelart som först beskrevs av Hellen 1967.  Pleurogyrus pumilus ingår i släktet Pleurogyrus och familjen brokparasitsteklar. Inga underarter finns listade i Catalogue of Life.